# Aeroportul Cobán
Aeroportul Cobán (IATA: CBV, ICAO: MGCB) este un aeroport din Cobán⁠(d), Departamento de Alta Verapaz⁠(d), Guatemala.
Situat la o altitudine de 1.323 m, aeroportul dispune de 1 pistă.

## Infrastructură

### Piste
Aeroportul dispune de o singură pistă. Pista are orientarea 02/20. 